# Ryan Liddie
 (mai 2020).
Ryan Liddie, né le 15 octobre 1981 à Basseterre, est un footballeur international anguillan évoluant au poste de gardien de but.

## Biographie

### En sélection
Il joue son premier match en équipe d'Anguilla le 5 mars 2000, en amical contre les Bahamas (défaite 3-1).